# Neopamera neotropicalis
Neopamera neotropicalis är en insektsart som först beskrevs av George Willis Kirkaldy 1909.  Neopamera neotropicalis ingår i släktet Neopamera och familjen Rhyparochromidae. Inga underarter finns listade i Catalogue of Life.